# Förfest

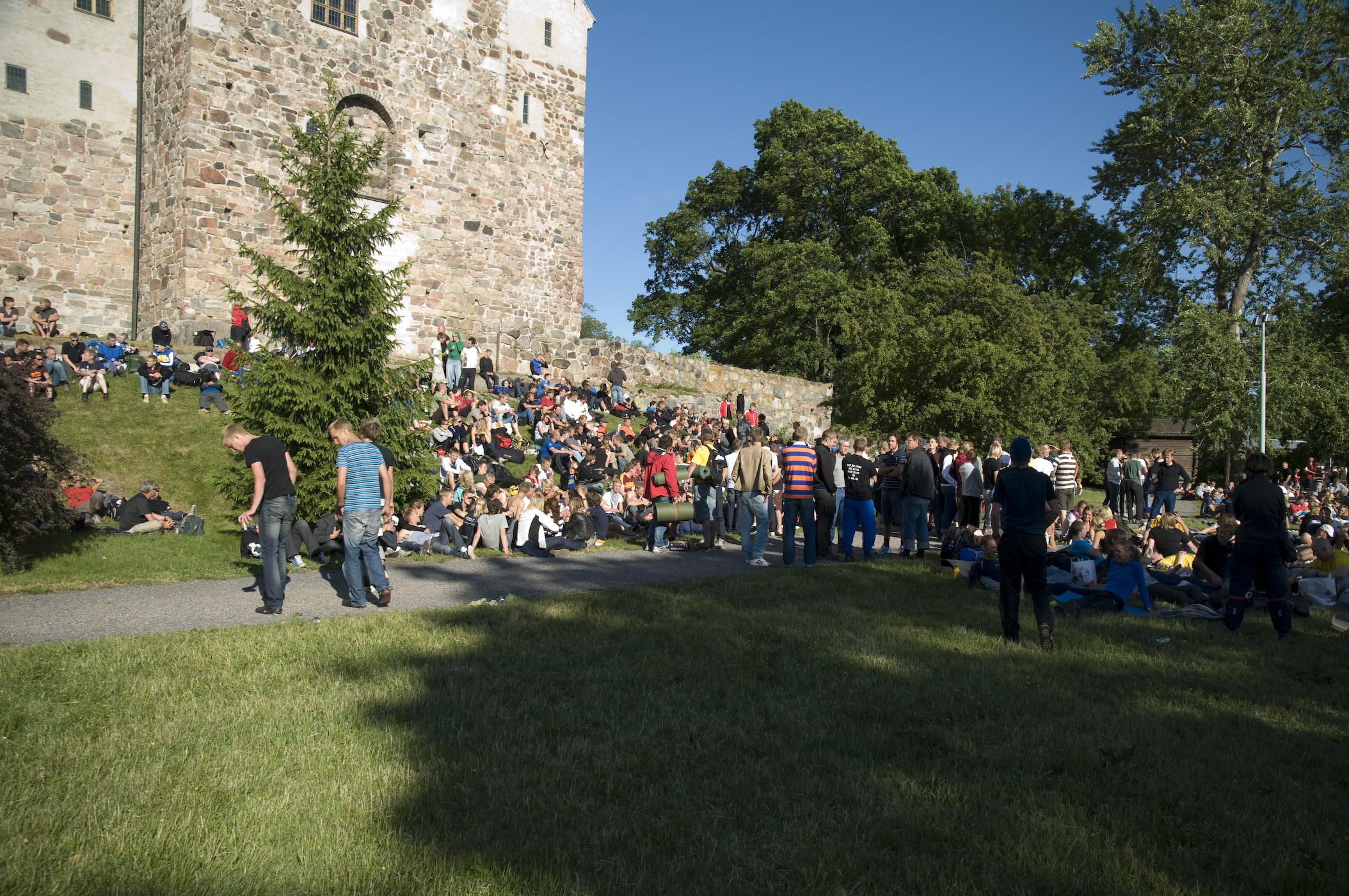
Förfest vid Åbo slott.

En förfest är en fest som inleder deltagande i en större fest och brukar hållas i nära anslutning till huvudfesten, till exempel i någons hem eller på en enkel kvarterskrog.
Huvudsyftet är ofta att dricka alkoholdrycker till ett lägre pris än på nattklubbar (man säger att man "grundar") och att bygga upp god stämning och ett glatt humör. Det är vanligt att förfesten får ett abrupt slut, eftersom den annars riskerar övergå i en vanlig fest.
I en studentuppsats vid Marknadsakademien, Stockholms universitet, har förfestandet studerats och analyserats av några svenska studenter, både i teori och praktik. Studenternas tillhörande film Förfest visades i San Francisco 2008 under den största och mest prestigefyllda konferensen för konsumentforskning i världen, arrangerad av Association for Consumer Researchs.